# Пандт, Локетт
Ло́кетт Пандт (Lockett Pundt) — американский музыкант, гитарист группы Deerhunter, известный также по сольному проекту Lotus Plaza.

## Музыкальная карьера
Локетт Пандт познакомился с вокалистом Deerhunter Бредфордом Коксом, когда оба учились в средней школе. Вместе они играли в группе The Floodlight Collective, давшей название дебютному альбому Lotus Plaza. В 2005 году Пандт присоединился к Deerhunter в качестве гитариста, и первым релизом, записанным при его участии, был диск Cryptograms (2007).
The Floodlight Collective, дебютный альбом проекта Lotus Plaza, был выпущен 23 марта 2009 года и получил смешанные отзывы критиков. Три года спустя за ним последовала вторая пластинка под названием Spooky Action at a Distance. В настоящее время концертный состав Lotus Plaza включает в себя Ти-Джей Блейка (бас-гитара), Аллена Тейлора (синтезатор), Дэна Уэйкфилда (гитара) и Пандта (вокал, гитара).

## Личная жизнь
Пандт окончил Среднюю школу Харрисона, расположенную в Кеннесо (штат Джорджия). Он также готовился к получению степени бакалавра (основной предмет — биология, дополнительный — химия) в Университете штата Джорджия. Локетт женат на художнике-оформителе Шейде Явари. Их свадьба прошла 15 сентября 2012 года в Саванне, и теперь они проживают в Атланте.

## Дискография
В составе Deerhunter:
- 2007: Cryptograms
- 2007: Fluorescent Grey EP
- 2008: Microcastle
- 2008: Weird Era Cont.
- 2009: Rainwater Cassette Exchange EP
- 2010: Halcyon Digest

Под именем Lotus Plaza:
- 2009: The Floodlight Collective
- 2012: Spooky Action at a Distance